# Pattinaggio di velocità ai IX Giochi asiatici invernali - 1000 metri maschile
La gara dei 1000m maschili si è svolta l'11 febbraio 2025 allo Heilongjiang Winter Sports Training Center di Harbin, in Cina.

## Risultati
| Rank | Pair | Atleta                 | Tempo   | Note |
| ---- | ---- | ---------------------- | ------- | ---- |
| 1    | 12   | Ning Zhongyan          | 1:08.81 | GR   |
| 2    | 10   | Cha Min-kyu            | 1:09.63 |      |
| 3    | 10   | Lian Ziwen             | 1:09.68 |      |
| 4    | 12   | Ryota Kojima           | 1:09.70 |      |
| 5    | 11   | Kazuya Yamada          | 1:09.96 |      |
| 6    | 7    | Koo Kyung-min          | 1:10.13 |      |
| 7    | 8    | Cho Sang-hyeok         | 1:10.36 |      |
| 8    | 4    | Oh Hyun-min            | 1:10.69 |      |
| 9    | 6    | Altay Zhardembekuly    | 1:10.90 |      |
| 10   | 11   | Masaya Yamada          | 1:11.16 |      |
| 11   | 5    | Roman Binazarov        | 1:11.58 |      |
| 12   | 9    | Du Haonan              | 1:11.62 |      |
| 13   | 9    | Tai Wei-lin            | 1:11.64 |      |
| 14   | 8    | Artur Galiyev          | 1:11.78 |      |
| 15   | 7    | Yamato Matsui          | 1:12.61 |      |
| 16   | 5    | Nikita Vazhenin        | 1:15.00 |      |
| 17   | 4    | Chandra Mouli Danda    | 1:18.40 |      |
| 18   | 6    | Sidney Chu             | 1:19.38 |      |
| 19   | 1    | Srivatsa Srikantha Rao | 1:21.86 |      |
| 20   | 2    | Omkara Yogaraj         | 1:24.64 |      |
| 21   | 2    | Daniel Concessao       | 1:25.35 |      |
| 22   | 3    | Bekhbatyn Tögöldör     | 1:28.18 |      |
| 23   | 3    | Nopphaket Suansuk      | 1:31.48 |      |